# 右田孝宣
右田 孝宣（みぎた たかのぶ、1974年9月3日 - ）は、日本の実業家。株式会社鯖や、株式会社SABARの創業者。自称「サバ博士」。

## 経歴
大阪市に生まれる。大阪市立淀商業高等学校を卒業後、魚屋に勤める。23歳で単身オーストラリアに渡り、寿司店に就職。スーパーバイザーとして2店舗だった店を13店舗まで拡大させる。26歳で帰国。30歳の時に夫婦で居酒屋「笑とり」オープン。鯖寿司が評判となったことから、2007年に32歳で鯖料理専門店「鯖や」の代表取締役となる。
2008年から、青森県八戸市の「八戸前沖さばブランド推進協議会」から「八戸前沖さば大使」の一人に任命されている。

## テレビ出演
- 日経スペシャル カンブリア宮殿 サバ専門の外食から養殖業まで！サバ1本に賭けるサバイバルベンチャー（2018年9月20日、テレビ東京）[3]

## 著書
- 『サバへの愛を語り3685万円を集めた話』（2016年7月1日、日経BP社）ISBN 9784822235758